# Ana Cristina González
Ana Cristina González Vélez (Medellín, 7 de abril de 1968) es una médica colombiana, feminista, experta en género, derechos humanos, salud sexual y reproductiva.

## Biografía
Ana Cristina González Vélez nació en Medellín en 1968. La mayor de tres hermanas, fue educada en una familia marcada por la presencia de mujeres trabajadoras, lectoras e independientes como su madre. De manera temprana se conectó con los grupos de mujeres en Medellín e inició su activismo en el feminismo, perspectiva que atraviesa todo su ejercicio profesional.
Es activista defensora de los derechos humanos de las mujeres y una reconocida líder del movimiento feminista en América Latina. La liberalización total aborto es una de las luchas que vertebran su activismo.

## Trayectoria
Estudio en la Universidad Pontificia Bolivariana en Colombia Tiene un máster en investigación social en salud del Centro de Estudios de Estado y Sociedad (CEDES) de Argentina. Alcanzó su doctorado en el Programa de posgrado en Bioética, Ética Aplicada y Salud Colectiva (PPGBIOS) con la Fundación Fiocruz (Escuela Nacional de Salud Pública) en Río de Janeiro, Brasil.
Es experta en derechos humanos con énfasis en el derecho a la salud, asuntos de género y salud sexual y reproductiva, campos en los que ha participado en una diversidad de roles que abarcan desde la investigación, especialmente, en la formulación de políticas públicas, la asesoría técnica y la incidencia, desde la sociedad civil, desde el estado, desde el sistema de las Naciones Unidas, y en los niveles nacional, regional e internacional. Fue Directora Nacional de Salud Pública del Ministerio de la Protección social de Colombia. Es la fundadora y coordinadora del Grupo Médico por el Derecho a Decidir en Colombia, cuyo propósito es defender el derecho a la autodeterminación reproductiva de las mujeres en todos los asuntos relativos a su sexualidad con énfasis en la Interrupción Voluntaria del Embarazo. También es integrante y cofundadora de la Mesa por la Vida y la Salud de las Mujeres de Colombia y parte del equipo coordinador de la Articulación Feminista Marcosur.
Ha trabajado durante más de una década y media como consultora internacional en diversas agencias del sistema de las Naciones Unidas, entre las que se destacan la División de Asuntos de Género de la CEPAL en donde tuvo oportunidad de trabajar como oficial de asuntos de género; el Fondo de Población de las Naciones Unidas a donde ha prestado asesoría tanto en Colombia, como en América Latina y a nivel global (HQ), en diversos asuntos que abarcan la salud reproductiva en población desplazada, las desigualdades en salud reproductiva, el seguimiento a los acuerdos internacionales en materia de población y desarrollo, los sistemas de gestión y prestación de servicios, el análisis de los marcos normativos. Ha sido consultora también para el Centro Latinoamericano de Atención en Perinatología (CLAP) de la Organización Panamericana de la Salud donde acompañó el proceso de formulación de la agenda de salud de la mujer para América Latina y el Caribe y para el PNUD y ONU MUJERES.
A lo largo de la última década y como parte de este trabajo al que confluyen varias de las agencias para las que ha colaborado, ha sido invitada como especialista. Además de las Naciones Unidas, ha prestado asesorías para el Center for Reproductive Rights, la Federación Internacional de Planificación Familiar (IPPF) y la Fundación Ford, entre otras. Además, ha sido investigadora externa del CEDES y parte de un proyecto global de investigación sobre movilización legal en América Latina, vinculado al CMI, CHR Michelsen Institute de Bergen, Noruega. A nivel nacional trabajó para PROFAMILIA Colombia, prestó asesoría en la Organización para la Excelencia de la Salud y ha trabajado con la Mesa por la Vida y la Salud de las Mujeres en temas como la objeción de conciencia, los consensos de las causales salud y violación, las barreras de acceso, entre otros.
Ha sido integrante de varias juntas directivas y consejos nacionales en Colombia, entre las que se destacan el Consejo Nacional de Ciencia y Tecnología para la Investigación en Salud, Colciencias (2004); el Consejo Nacional de SIDA y el Instituto Nacional de Vigilancia de Medicamentos y Alimentos (INVIMA), el Instituto Nacional de Salud, el Instituto Nacional de Cancerología y el Fondo Nacional de Estupefacientes (2003-2004).
A nivel internacional se destacan sus participaciones como integrante del Panel Asesor Global de la sociedad civil para el UNFPA (2013-2015), el Senior Technical Advisory Group (STAG) de la Organización Mundial de la Salud/OMS (2008-2014), el Panel Regional Asesor para las Américas en reproducción humana, OMS, Integrante (Correspondig Member) de “The Women and Gender Equity Knowledge Network” – Comisión on Social Determinants of Heatlh. WHO. 2007, la Junta Directiva de AWID (Asociación Internacional para los derechos de las Mujeres y el Desarrollo 2003-2006), el Comité Coordinador para el proceso preparatorio hacia Cairo + 20 en América Latina y el Caribe (2012-2014), la junta directiva de Global Doctor´s for Choice (en la actualidad), el consejo editorial Reproductive Health Matters y el Consejo Asesor del Centro Latinoamericano en Sexualidad y Derechos Humanos (CLAM).
Integrante de la Coordinación política de la Articulación Feminista Marcosur, una corriente de pensamiento y acción política feminista latinoamericana, creada en año 2000 y conformada por organizaciones, coordinaciones, redes y mujeres feministas cuyo objetivo principal es contribuir a generación de los cambios necesarios para que los derechos de las mujeres de América Latina y el Caribe se amplíen y ejerzan en su totalidad. Está integrada por redes, articulaciones y organizaciones nacionales de Argentina, Bolivia, Brasil, Colombia, Chile, Paraguay, Perú, República Dominicana y Uruguay.
Reconocida a nivel internacional y regional en América Latina, por su trabajo en la defensa de los derechos sexuales y reproductivos de las mujeres y de manera especial por sus luchas para lograr la despenalización del aborto.

## Publicaciones
- ¿Objeción de conciencia institucional? Impacto en la prestación de servicios de interrupción voluntaria del embarazo. La Mesa por la Vida y la Salud de las Mujeres. Marzo de 2017.[20]
- Barreras de acceso a la Interrupción Voluntaria del Embarazo de las mujeres en Colombia. La Mesa por la Vida y la Salud de las Mujeres. Diciembre de 2016.
- González Vélez, Ana C; Diniz, Simone. Inequality, Zika epidemics, and the lack of reproductive rights in Latin America. Reproductive Health Matters. November, 2016. http://dx.doi.org/10.1016/j.rhm.2016.11.008
- González Vélez, Ana C- Comment on the article by Baum et al. THEMATIC SECTION: ZIKA AND PREGNANCY. Cad. Saúde Pública vol.32 no.5 Río de Janeiro 2016 Epub June 03, 2016:
- Las causales de la ley y la causa de las mujeres, 2016.[21]
- Una mirada analítica a la legislación sobre interrupción del embarazo en países de Iberoamérica y el Caribe, Serie Mujer y Desarrollo 110, División de Asuntos de Género, CEPAL, Santiago de Chile, 2011.
- ¿Cómo definir y recopilar buenas prácticas en materia de salud y derechos sexuales y reproductivos? Goce efectivo de derechos: un marco de referencia, Serie Mujer y Desarrollo 104, División de Asuntos de Género, CEPAL, Santiago de Chile, 2010.[22]
- Las decisiones judiciales y el impacto en materia de salud, en coautoría con Juanita Durán, trabajo presentado en el Primer simposio global sobre investigación en sistemas de salud, Montreux, organizado por la OMS y otros, noviembre de 2010.[23]
- Causal salud: interrupción del embarazo, ética y derechos humanos, Mesa por la Vida y la Salud de las Mujeres/Colombia, Alianza Nacional por el Derecho a Decidir/México y Federación Latinoamericana de Sociedades de Obstetricia y Ginecología/FLASOG, en consenso con 15 organizaciones más, 2008.
- Aborto legal: regulaciones sanitarias comparadas. IPPF, 2007.[24]